# Joaquim Jou i Fonollà
Joaquim Jou i Fonollà (Badalona, 13 de febrer de 1917 - 26 de febrer de 1997) fou un sindicalista i polític català, també conegut com a Roque.
Era membre d'una família obrera i treballà primer en un forn i després en el sector de les arts gràfiques. El 1933 ingressà al Centre Cultural i Social de Badalona i a les Joventuts Llibertàries de Catalunya. El 1934 fou empresonat arran dels fets del sis d'octubre.
En esclatar la guerra civil espanyola es va enrolar en les milícies antifeixistes i va lluitar al front d'Aragó. En acabar la guerra fou tancat en un camp de concentració a Alacant. Aconseguí escapar amb documentació falsa a França (1940), on fou internat al Camp del Barcarès i després al de Bram. Després de participar en un motí contra la gendarmeria francesa tornà a Catalunya amb passaport portuguès el 1941, però fou detingut i encarcerat fins al 1944. Fou novament empresonat el 1948.
Durant els anys seixanta abandonà l'anarquisme i es va afiliar a la UGT i a la Federació Catalana del PSOE. El 1965 va ingressar en l'Associació d'Amics de les Nacions Unides, el 1970 fou nomenat membre de la comissió executiva confederal del PSOE i el 1973 de la UGT. Durant aquest període fou detingut dues vegades i jutjat pel Tribunal d'Ordre Públic (TOP).
El 1978 va participar en el procés d'unificació del socialisme català i fou elegit diputat pel Partit dels Socialistes de Catalunya a les eleccions al Parlament de Catalunya de 1980. Va publicar nombrosos articles a El Noticiero Universal, Tele/eXpres, Mundo Diario i El Correo Catalán.